# Csömödéri Állami Erdei Vasút
A Csömödéri Állami Erdei Vasút  110 km vágányhosszával Magyarország leghosszabb nyomvonalú kisvasútja. Különlegessége, hogy itt még mindig jelen van a teherszállítás, a személyforgalom mellett. A gerincvonalán Lenti és Kistolmács között (33 km) április végétől szeptember végéig menetrend szerint közlekedik személyszállító vonat. Évente 22-23 ezer utast szállítanak.
Kisvasúti napja: június negyedik szombatja.

## Építése
A vasút építése 1918-ban kezdődött a Csömödér és Szentpéterfölde közötti szakaszon. Ezzel összeköttetést teremtettek a csömödéri fűrészüzem és az Esterházy Hitbizomány erdőterületei között. Kezdetben lóvontatású, majd 1922-ben áttérnek a gőzvontatásra. Ekkor érkezett ide az 1917-ben gyártott Muki, és a Mátravasútról az 1918-ban gyártott Karcsi nevű gőzmozdony. A század első felében folyamatosan épülnek a szárnyvonalak. 1920-ban a Pördefölde–Hosszú-rét, 1922-ben Törösznek–Oltárc. 1930-ban Bázakerettye környékén kőolajat találtak, így bővült a szállítani kívánt áruk palettája. 1945-ben a fűrészüzemmel együtt állami kézbe került.
A menetrendszerű személyszállítás 1954-ben kezdődött meg a Csömödér–Kistolmács közötti 18 km-es szakaszon. 1962-ben szerezték be az első dízelmozdonyt, ami a ma is közlekedő C–50-esek egyike volt. 1965-ben a napi használatból végleg kivonták a gőzmozdonyokat. Az 1970-es években kevés figyelmet fordítottak a karbantartásra, így a vasútüzem állaga egyre romlott, de még idejében rájöttek, hogy ezen a tájon még mindig ez a legolcsóbb szállítási eszköz. Az 1980-as években megkezdődött a vágányok felújítása, és ezzel egy máig is tartó fejlesztési program. Először a meglévő síneket cserélték a 7 kg/folyóméteresről 18 kg/folyóméteresre, így nagyobb teherbírású lett a pálya. Ennek köszönhetően már 32 km-en szállítja rendszeresen az utasokat a kisvasút.
2000 szeptemberében avatták fel a Lenti–Csömödér között lévő szakaszt, ezzel 109 kilométerre bővült a használható pályahossz.
Magyarországon a Gemenci Állami Erdei Vasúttal együtt az utolsó 2  kisvasút egyike, amelynek fő árbevételi forrása még mindig az árufuvarozás. A tehervonatok a kitermelés helyéről szállítják a fát Csömödérre vagy Lentibe, általában C50-es mozdonyokkal. Az Mk48-as mozdonyok többnyire Lenti és Csömödér között dolgoznak.
2021. június 26-án adták át a Kistolmácsi-tóig vezető 1 km-es szakaszt, így a kisvasút már elér Kistolmács faluig (a korábbi végállomás 1 km-re volt a falutól).

## Járműállomány

### Mozdonyok
- Ábel nevű gőzmozdony, 1955-ben épült Romániában, 1998-ban érkezett Magyarországra. Új pályaszáma: 490,2002
- 9 db C–50-es dízelmozdony (C50-401, 404, 405, 409)
- Mk48 1005 négytengelyes dízel-mechanikus dízelmozdony
- Mk48 2015 négytengelyes dízel-hidraulikus dízelmozdony

### Kocsik
Az erdei vasúttársaságnak mintegy 10 személykocsija (köztük egy szalonkocsi), és számos teherkocsija van.

## Állomások és megállóhelyek

### Gerincvonalon
- Lenti ÁEV
- Lenti Gyöngyvirág u.
- Lentiszombathely-Mumor
- Nyúldomb
- Csömödéri tó
- Iklódbördőcei temető
- Csömödér
- Páka
- Dömefölde
- Kányavár
- Törösznek
- Kúriapuszta
- Kámaháza
- Víznyomó
- Bázakerettye alsó
- Bázakerettye felső
- Kistolmácsi erdei lak
- Kistolmács

### Szárnyvonalon
- Törösznek
  - Pördefölde
  - Hosszú-rét
  - Szentpéterfölde
  - Fekete-berek
- Bánokszentgyörgyi elágazás
  - Várfölde
  - Kövecses
  - Bucsuta
  - Bánkürtös
  - Oltárc
  - Eger-völgy

### Csatlakozási helyek az országos közforgalmú hálózathoz
- Lenti, Csömödér-Páka (személyforgalom)
- Lenti, Csömödér (teherforgalom)

## Nevezetességek és látnivalók a vasút környékén
- Lenti termálfürdő
- Budafai Arborétum[5] (a Bázakerettyei állomásnál)
- Kistolmácsi-víztározó[6]
- Mároki kápolna
- Pákai templom
- Öveges József professzor szülőháza, Páka
- szécsiszigeti Andrássy-Szapáry kastély és vízimalom
- Lenti végállomás: „Göcsej kincsei, az erdő és a fa”[7] elnevezésű vadászati, illetve erdészet-, fűrészipar- és vasúttörténeti kiállítás

## Képtár

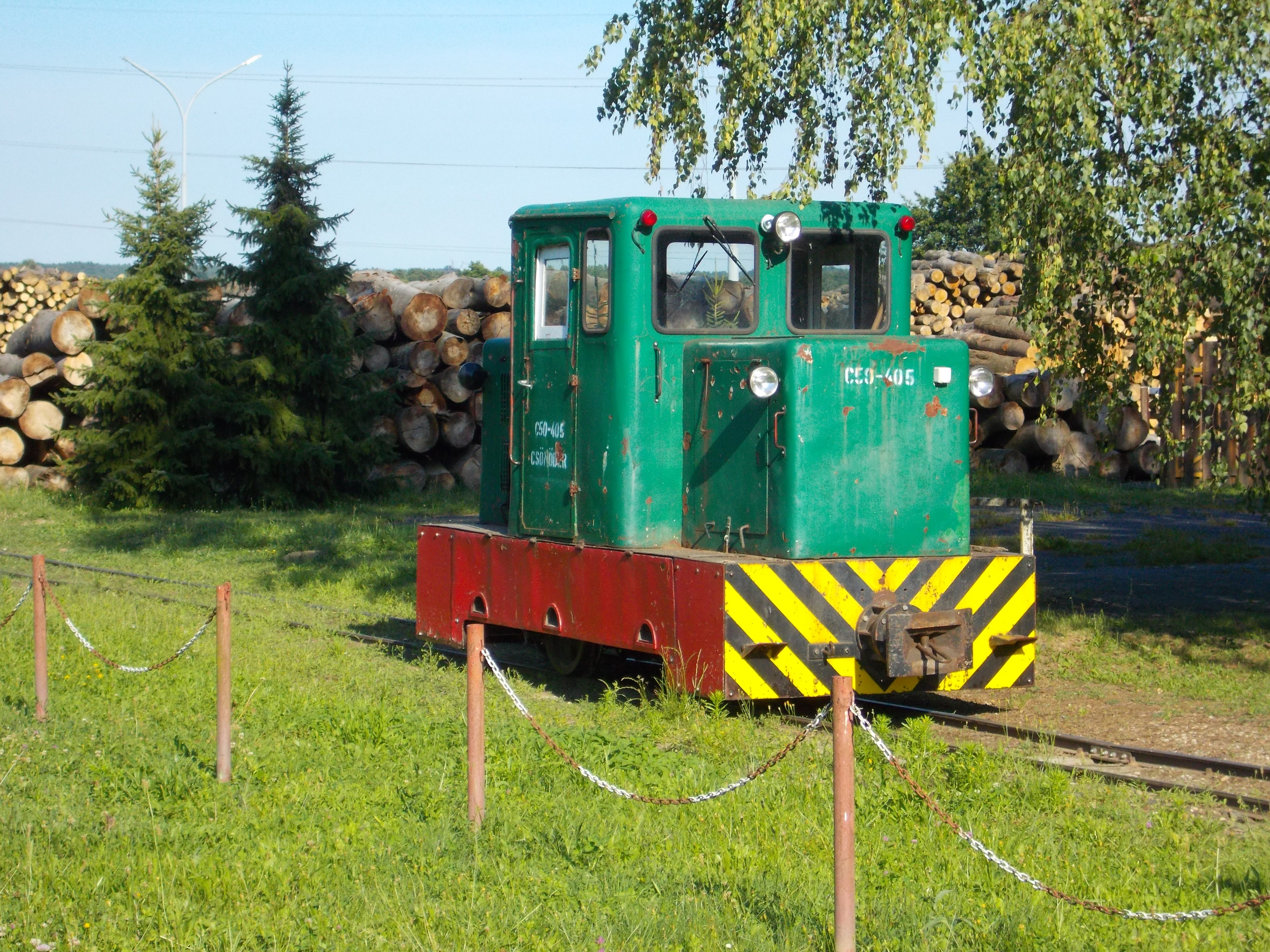
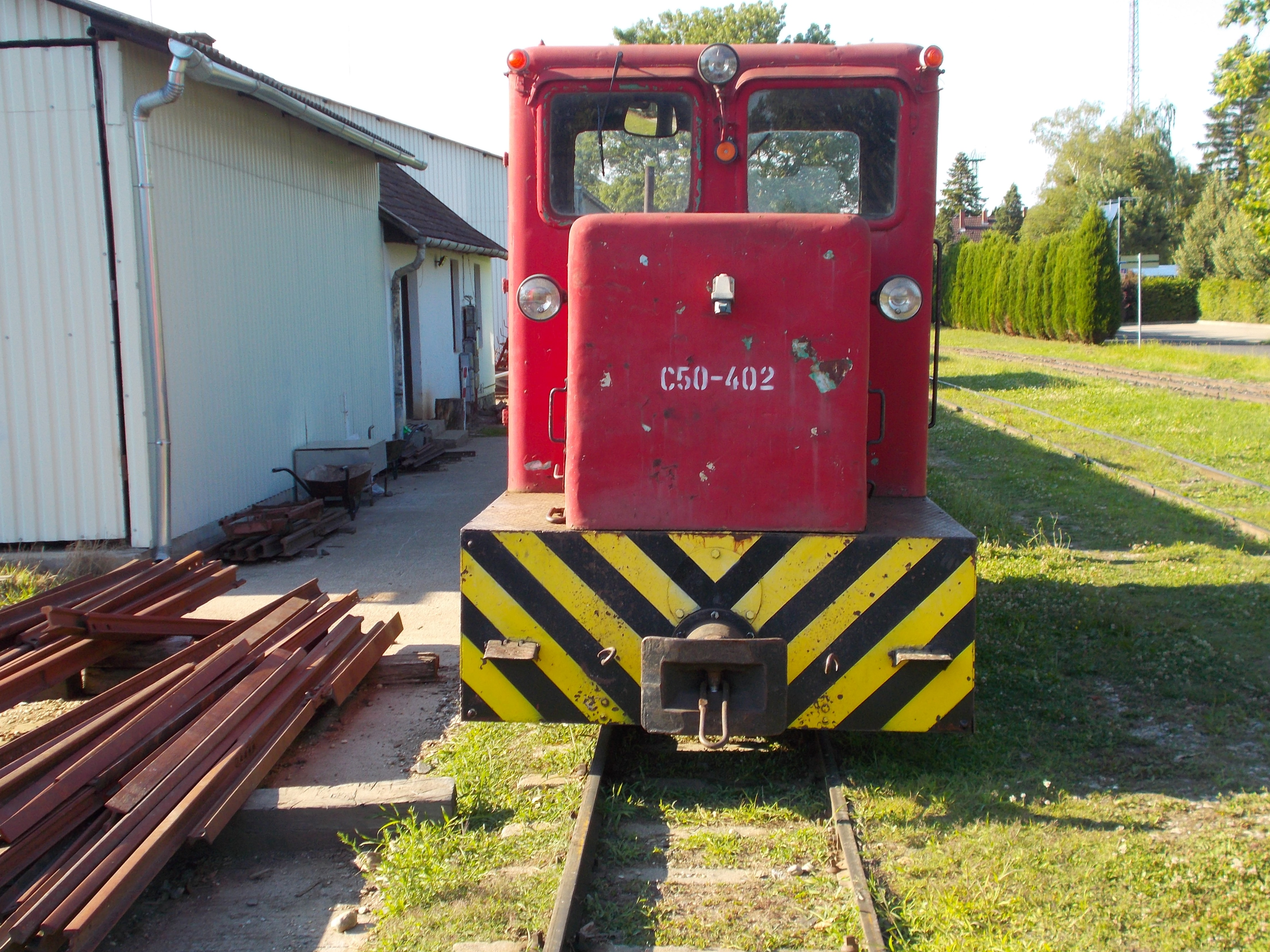
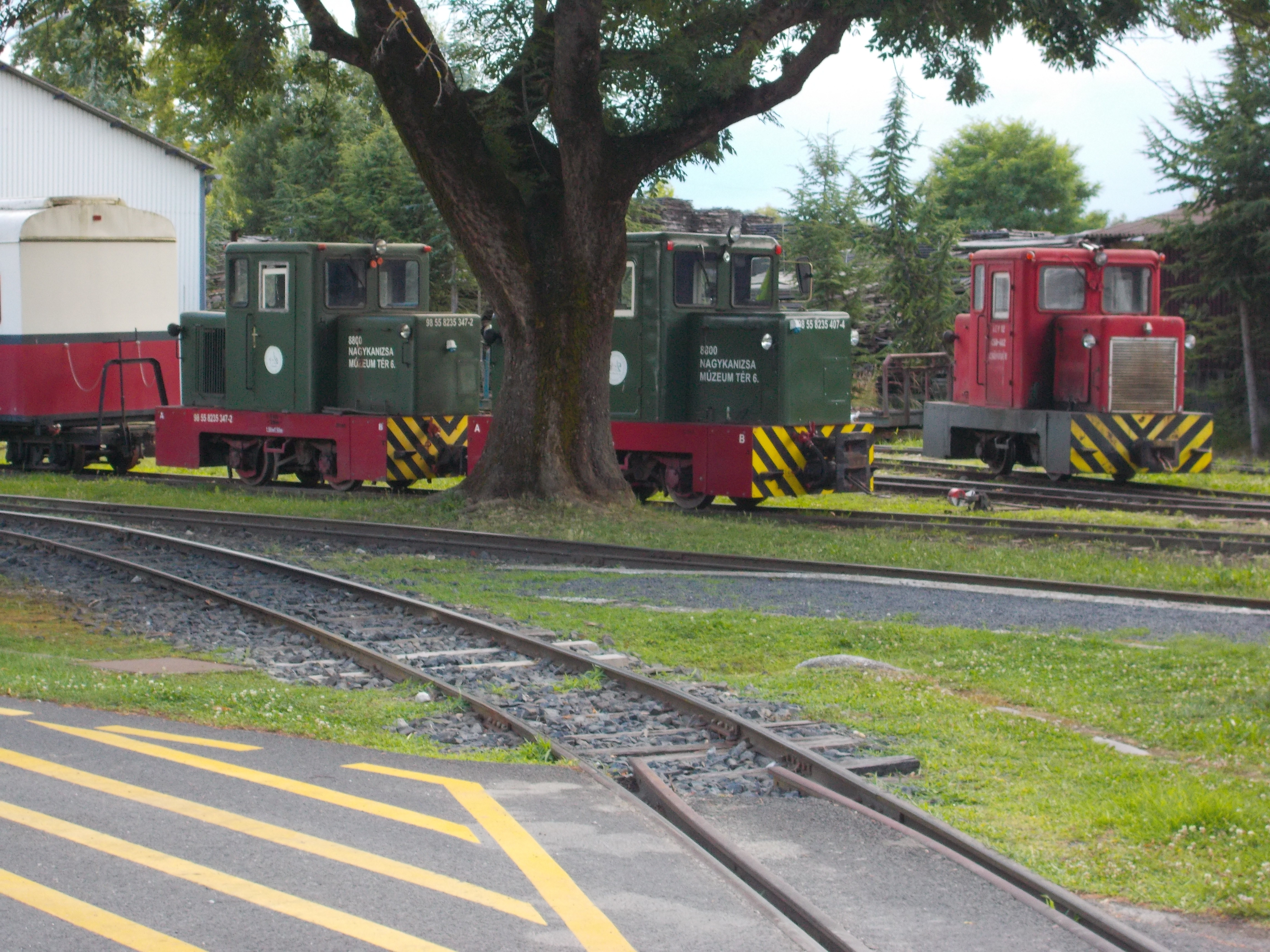
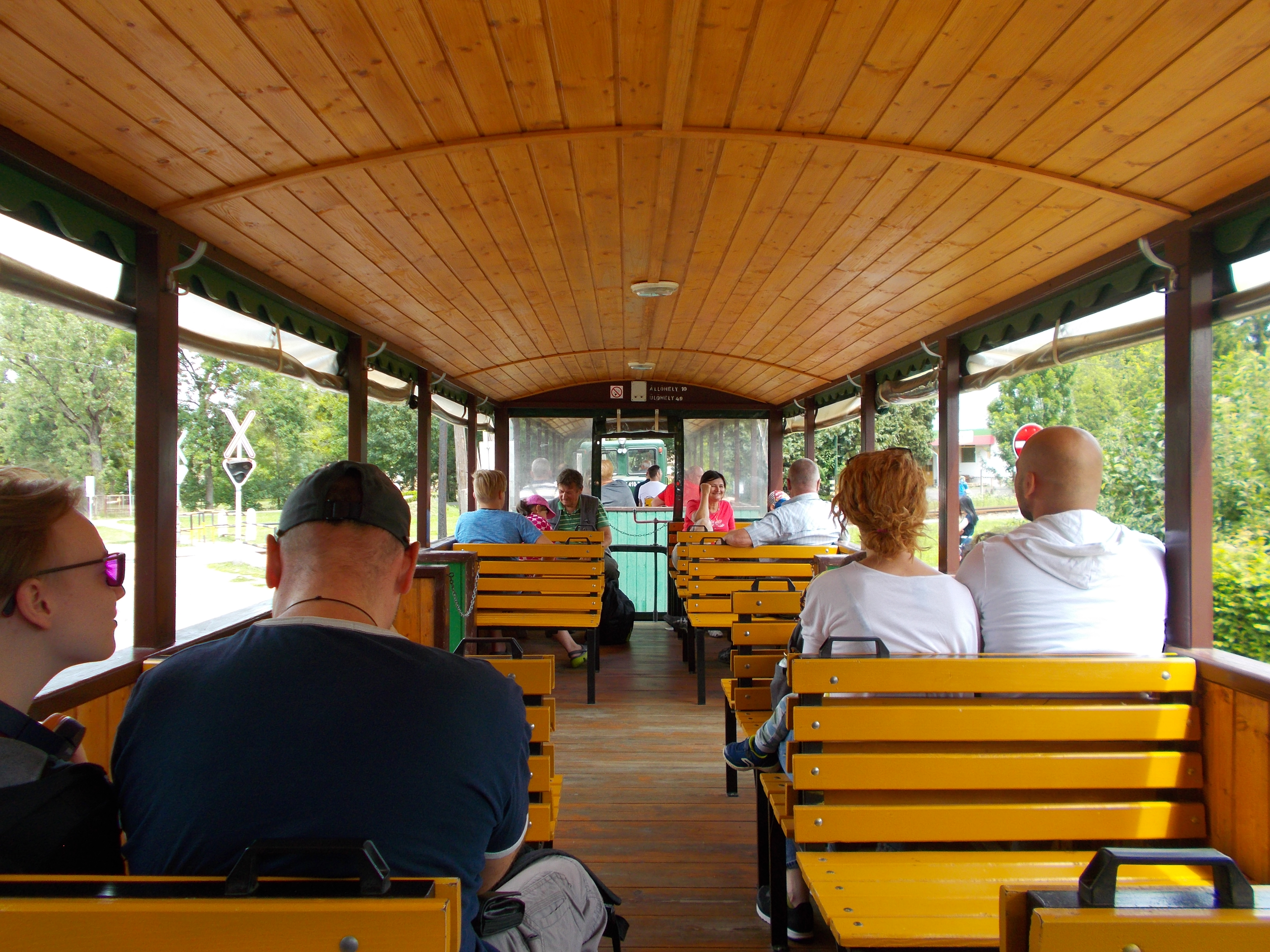
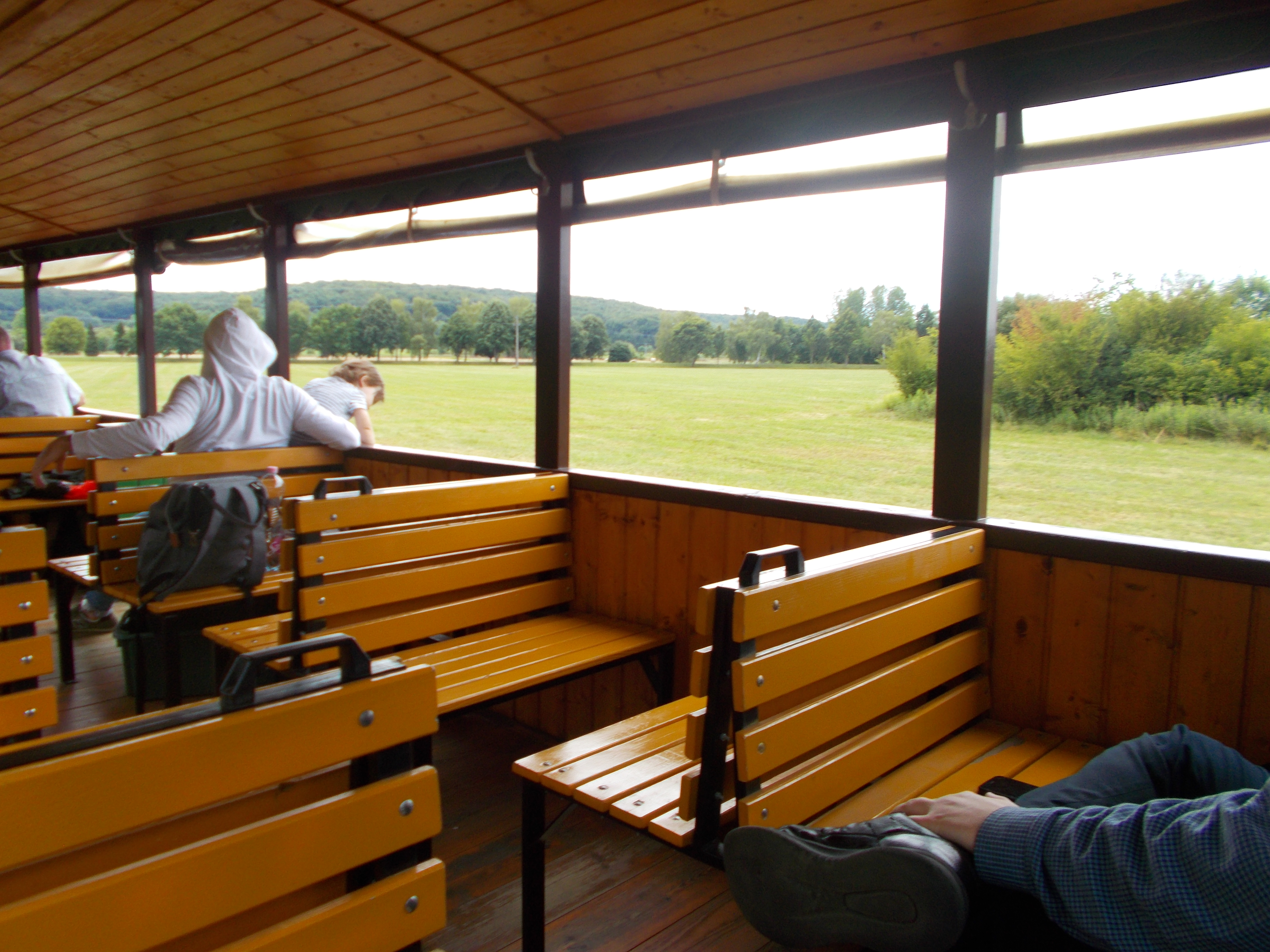
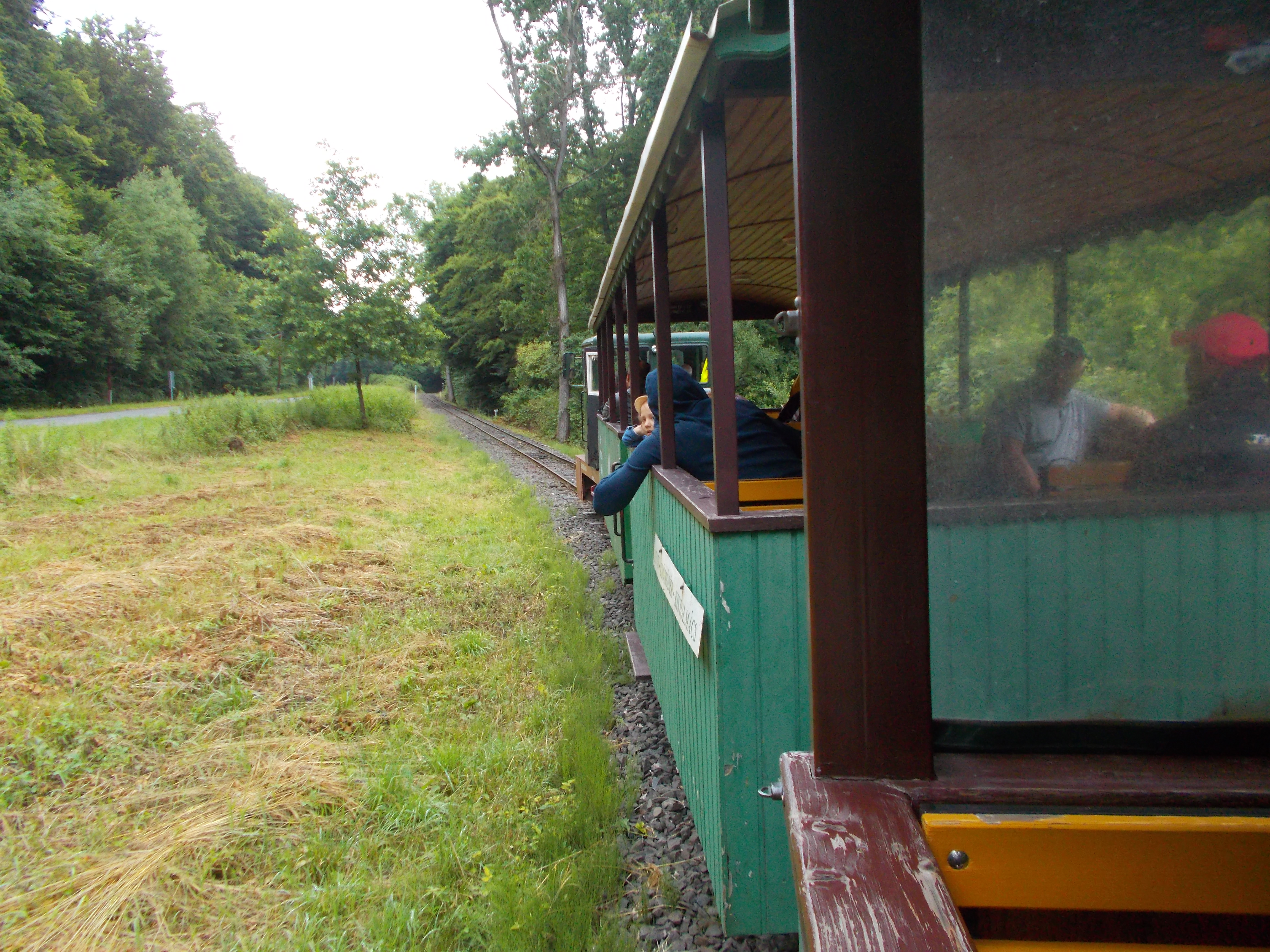
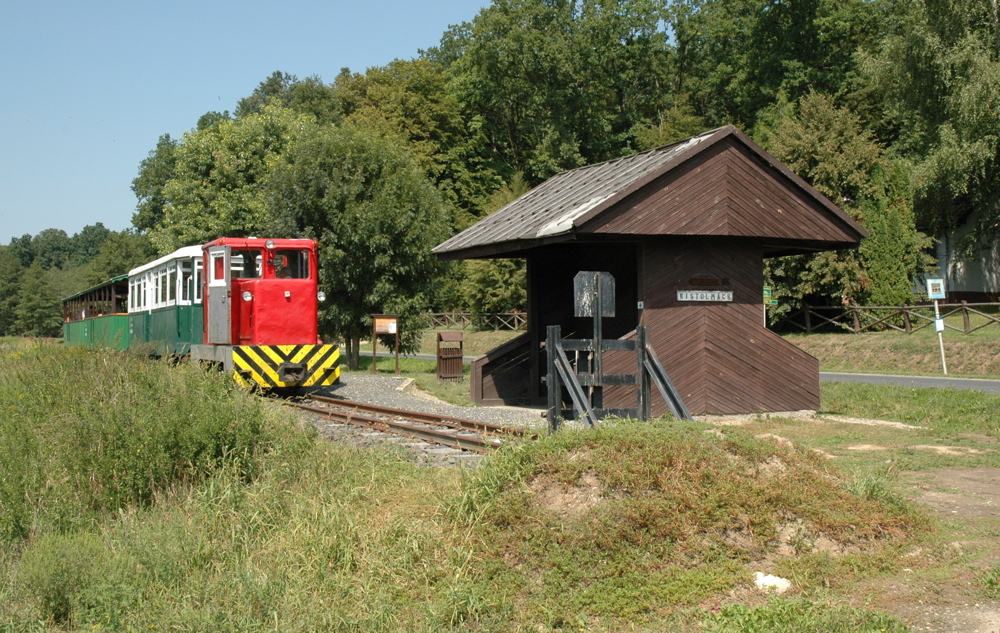